# Trancrainville
Trancrainville – miejscowość i gmina we Francji, w Regionie Centralnym, w departamencie Eure-et-Loir.
Według danych na rok 1990 gminę zamieszkiwało 159 osób, a gęstość zaludnienia wynosiła 14 osób/km² (wśród 1842 gmin Regionu Centralnego Trancrainville plasuje się na 978. miejscu pod względem liczby ludności, natomiast pod względem powierzchni na miejscu 1076.).